# Pedro Mayoral Carpintero
Pedro Mayoral Carpintero (Valencia, España, 24 de noviembre de 1880 – Pasto, Colombia, 24 de julio de 1942) fue un científico estomatólogo español dedicado a la investigación, la enseñanza, la sanidad y la publicación de libros y artículos. Su marginal adscripción a la política le llevó a exiliarse en Colombia al término de la guerra civil española.

## Biografía
Hijo de emigrantes burgaleses, nació en Valencia y estudió bachillerato en el Instituto General Técnico de esta ciudad, donde se licenció en Medicina en 1902. Trasladado a Madrid, obtiene el doctorado en 1903 y un año más tarde la plaza, por oposición, de Médico de la Beneficencia Municipal. En los primeros años del siglo fue afianzándose profesionalmente como ayudante oficial del Laboratorio de Higiene y Bacteriología Sanitaria de la Facultad de Medicina con el catedrático Rafael Forns y Romans, a quien substituiría por enfermedad en su magisterio universitario.
En 1913 es nombrado auxiliar interino del séptimo grupo de la Facultad de Medicina de Madrid y académico corresponsal de la Real Academia de Medicina y Cirugía de Valencia. Encargado de inspeccionar las vaquerizas de la capital española en 1915, ese año es nombrado jefe de la sección de Sueros y Vacunas del Laboratorio Municipal de Madrid, dirigido por el doctor Chicote. En 1918 acaba la carrera de odontólogo y aprueba el ejercicio de la reválida, consiguiendo en 1922 la cátedra de Microbiología, Anatomía Patológica y Farmacología de la Escuela de Odontología de Madrid, trabajando así con el también catedrático Bernardino Landete Aragó. A éste le unía una amistad antigua y un recorrido biográfico paralelo, sosteniendo ambos similares posturas políticas y la misma idea sobre la organización de la carrera de Odontología. Ambos trabajarán conjuntamente en diversas aportaciones científicas sostenidas en congresos y ediciones profesionales. Mayoral realiza en estos años la mayor parte de su labor científica estomatológica, especialmente como especialista en microbiología.
Militante socialista, al estallar la Guerra Civil (con sus dos hijos mayores alistados en el ejército de la república) regresa a Valencia donde es nombrado mayor médico del ejército y destinado al hospital maxilofacial de Burriana (Castellón de la Plana). Con el triunfo de la sublevación cruza la frontera francesa acompañando a sus heridos y asegurándose de que quedaban bien atendidos en un hospital sueco de la Cruz Roja, partiendo en febrero de 1939 desde Le Havre para el exilio en Colombia. No encontraría trabajo en Bogotá al no convalidársele el título de médico, pero sí en Pasto (Nariño) a partir de noviembre de ese año. Allí se enfrenta a una epidemia de bartonellosis en su puesto del Laboratorio de Higiene y tuvo tiempo en algo menos de tres años de crear escuela y encontrar reconocimiento. Alejado de su mujer, que permanecía en Bogotá, fallece repentinamente en Pasto en julio de 1942 donde fue enterrado rodeado del agradecimiento popular. Varios de sus hijos han continuado la profesión paterna.

## Obra científica
- Pedro Mayoral Carpintero: Tratamiento de las queratitis supuradas (tesis doctoral) 1903.
- Pedro Mayoral Carpintero: Breves apuntes de las lecciones dadas en el curso de 1908 a 1909 por el Dr. Forns (Madrid, 1909).
- Pedro Mayoral Carpintero y Rafael Forns y Romans: Microbiología general y su técnica (Madrid, 1910).
- Pedro Mayoral Carpintero y Blanc y Fortacín: Estudio de una nueva vacuna de bacilos colis y lactis aerógenes (Valencia, 1916).
- Bernardino Landete y Pedro Mayoral: Bactériothérapie et odonto-stomatologie. Masson et cie (París, 1925).
- Pedro Mayoral Carpintero: Anatomía patológica general de la boca y Microbiología odontológica (Madrid, 1927).
- Pedro Mayoral Carpintero: Análisis clínico en odontología (Madrid, 1927 y 1930).
- Bernardino Landete y Pedro Mayoral: Introducción al estudio de la Odontología (Madrid, 1929 y 1931).
- Bernardino Landete y Pedro Mayoral: Vacunoterapia general y especial de las infecciones quirúrgicas y bucales. Manuel Pubil, editor. Valencia.
- Pedro Mayoral Carpintero: Campaña contra la bartonellosis Publicaciones del Laboratorio de Higiene de Nariño (Pasto, marzo de 1942).
- Pedro Mayoral Carpintero: Las Tinciones Pancrómicas del laboratorio de higiene de Nariño. Med Cir (Pasto, 1942).